# دور دنیا در هشتاد روز
دور دنیا در هشتاد روز (به فرانسوی: Le tour du monde en quatre-vingt jours) نام رمانی است نوشتهٔ ژول ورن، نویسنده فرانسوی که داستانی ماجراجویانه دارد. دور دنیا در هشتاد روز، رمان پرحادثه ژول ورن، نخستین بار در سال ۱۸۷۳ به چاپ رسید. این رمان در شمار بهترین آثار او است. در این رمان، عنصر خنده (مثلاً سماجت مأمور پلیس در تعقیب شخصیت اصلی داستان و کارهای جالب پاسپارتو، خدمتکار وی) با عنصر حادثه‌پردازی به هم می‌آمیزد. کشش داستان در خونسردیِ انگلیسی‌مآب قهرمان آن و فعالیت بی‌اندازه او برای مبارزه با طول راه و از دست دادن وقت است. انتشار این کتاب به صورت سریالی و پاورقی، باعث شد تا عده‌ای گمان کنند که این سفر، واقعاً در حال انجام است و بر روی موفقیت و عدم موفقیت آن شرط‌بندی هم صورت پذیرفت. ژول ورن در نگارش کتاب دور دنیا در هشتاد روز به سه پیشرفت تکنولوژی عصر خودش توجه داشت که عبارت بودند از تکمیل اولین راه‌آهن بین‌قاره‌ای، اتصال راه‌آهن سراسری هند و احداث کانال سوئز.

## خلاصه داستان

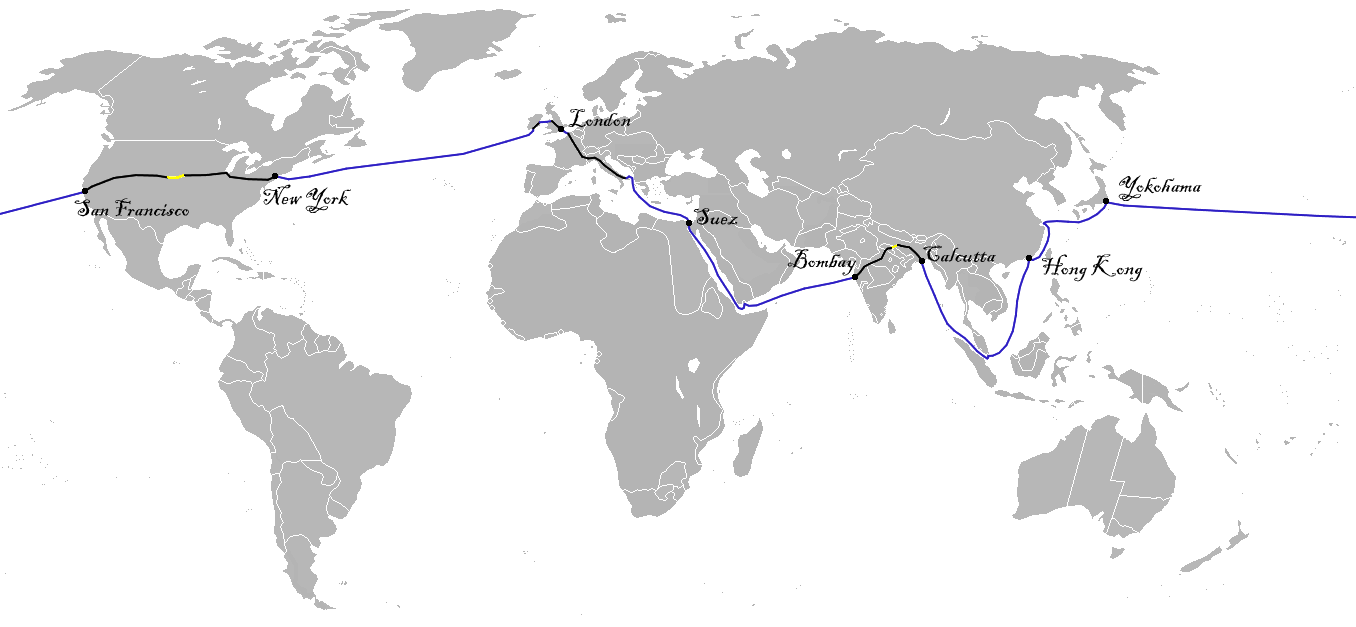
نقشه مسافرت دور دنیا در هشتاد روز

یک آقای منظم و دقیق انگلیسی به نام فیلیس فاگ با رفقای خود در باشگاه شرط ۲۰۰۰۰ پوند می‌بندد که دور دنیا را در ۸۰ روز بپیماید و به همراهی خدمتکار وفادارش به نام ژان، معروف به پاسپارتو، عازم سفر می‌شود. اما چون مظنون به سرقت از یکی از بانکهای انگلیس است، زیر نظر یک پلیس قرار دارد که او را طی سیر و سیاحت‌هایش لجوجانه تعقیب می‌کند. فوگ در سرزمین هند فرصت می‌یابد تا زن جوانی به نام آئودا را، که بیوه مهاراجه وفات یافته‌ای است و طبق سنت هندوان باید زنده در آتش سوخته شود، از مرگ نجات دهد. پس از آن حوادث دیگری در چین برای او روی می‌دهد. در این مدت، مأمور پلیس همچنان به دنبال اوست و مسافر ما نیز با او و نوکرش راه خود را ادامه می‌دهد. مأمور پلیس نمی‌تواند او را بازداشت کند، زیرا برگ جلب به سبب تغییر مکان مداوم هنوز به دستش نرسیده‌است. در آمریکا، در قطاری که ساحل شرقی را به ساحل غربی آنجا می‌پیوندد، فوگ موفق می‌شود که حمله عده‌ای از سرخ‌پوستان را دفع کند. در ساحل شرقی، توفان شدیدی به پا می‌شود و کشتیهای عازم اروپا را در بندر متوقف می‌سازد، ولی فوگ تردید به دل راه نمی‌دهد و با پول خود یک کشتی کرایه می‌کند و راه دریا را در پیش می‌گیرد. در راه، سوخت کشتی به پایان می‌رسد و فوگ ناچار دکل را به جای سوخت به کار می‌برد. در پایان سفر، مأمور پلیس که سرانجام برگ جلب را به دست آورده‌است او را دستگیر می‌کند. فاگ بی‌گناهی خود را ثابت می‌کند و آزاد می‌شود. سپس با یقین به اینکه پنج دقیقه دیرتر از وقت مقرر به وعده‌گاه رسیده‌است، خود را بازنده می‌پندارد و تسلیم نومیدی می‌شود. اما زود به اشتباهش پی می‌برد و متوجه می‌شود که سفر از غرب به شرق کره زمین باعث شده‌است تا ۲۴ ساعت اضافه بیاورد و بنابراین شرط را نباخته‌است. در اوج شادمانی از آئودا خواستگاری می‌کند و او را به عقد ازدواج خود درمی‌آورد.

## مهم‌ترین ترجمه‌های فارسی
- سفر هشتاد روزه دور دنیا؛ ترجمه محمدحسین فروغی (ذکاءالملک)،]بی جا[ ۱۳۰۰.[۲]
- دور دنیا در هشتاد روز/ژول ورن ؛ ترجمه اردشیر نیک‌پور، تهران: کتابخانه گوتنبرگ، ۱۳۳۶. چاپ ششم ۱۳۸۳(۳۳۷ ص)
- دور دنیا در هشتاد روز /اثر ژول ورن ؛ ترجمه محسن فرزاد، ۱۳۳۸ (۲۰۸ ص)
- س‍ف‍ر ه‍ش‍ت‍اد روزه ب‍دور دن‍ی‍ا/ اث‍ر ژول ورن؛ ت‍رج‍م‍ه ح‍ب‍ی‍ب‌ال‍ل‍ه ص‍ح‍ی‍ح‍ی، ت‍ه‍ران: بنگاه ترجمه و نشر کتاب ۱۳۴۲. (۱۸۹ ص مصور) چاپ دوم، ۱۳۷۳
- دور دنیا در هشتاد روز؛ [اقتباس] محمدرضا جعفری، تهران: سازمان کتابهای طلائی وابسته به مؤسسه انتشارات امیرکبیر، ۱۳۵۲. (۲۵ ص)
- دور دن‍ی‍ا در ه‍ش‍ت‍اد روز؛ ت‍رج‍م‍ه ج‍م‍ال ص‍ن‍ع‍ت‌ن‍گ‍ار، م‍ش‍ه‍د: ۱۳۶۹. (۲۰۴ ص مصور)
- دور دنیا در هشتاد روز؛ ترجمه غزاله ابراهیمی، تهران: ۱۳۹۴. (۲۶۷ ص)
- دور دنیا در هشتاد روز؛ تصویرگران دو نویل، ال بنت؛ ترجمه فرزانه مهری، تهران: ۱۳۹۶. (۳۴۴ ص م)